# Bordeta quadriplagiata
Bordeta quadriplagiata är en fjärilsart som beskrevs av Walker 1860. Bordeta quadriplagiata ingår i släktet Bordeta och familjen mätare. Inga underarter finns listade i Catalogue of Life.